# Anthony Gardner
Anthony Gardner (* 19. září 1980, Stafford) je anglický fotbalový obránce, který momentálně hraje za Sheffield Wednesday.

## Klubová kariéra
Gardner zahájil svou kariéru v Port Vale, kde působil od mládežnických kategorií. Mezi dospělými debutoval v říjnu 1998. V lednu 2000 ho za milion liber získal Tottenham Hotspur jako případnou náhradu za Sola Campbella. Nejprve působil v rezervním týmu, v Premier League debutoval v březnu 2001 jako střídající hráč v zápase proti Derby County. Na konci sezony však utrpěl těžké zranění kolenního vazu, které ho vyřadilo ze hry až do prosince 2001. Svůj první gól za Tottenham Gardner vstřelil v září 2002 a rozhodl jím zápas proti West Hamu United (3:2).
Kvůli zranění Gardner během prvních tří let odehrál za Tottenham jen 40 zápasů. Průlom zaznamenal v sezoně 2003/2004, kdy se usadil v základní sestavě a byl dokonce povolán do anglické reprezentace. V sezoně 2005/06 si znovu poranil koleno a v následujících dvou ročnících absolvoval jen 18 resp. 16 zápasů. V říjnu 2007 byl zraněn při zápase poháru UEFA se španělským Getafe CF a odnesen ze hřiště.
31. ledna 2008 Gardner odešel do konce probíhající sezony na hostování do Evertonu , kde si však nezahrál ani v jednom soutěžním zápase. V sezoně 2008/2009 zamířil na hostování s opcí do Hull City. Hull opci využil v srpnu 2008 a získal Gardnera za 2,5 milionu liber, což byl klubový rekord. Hráč podepsal smlouvu do roku 2011.
23. března 2009 rentgenové vyšetření odhalilo, že Gardner přijde o zbytek sezony 2008/2009 kvůli čtyřem zlomeným obratlům.

## Reprezentační kariéra
Gardner si připsal jeden start za anglickou jednadvacítku. V seniorské reprezentaci debutoval 31. března 2004, kdy při porážce 0:1 ve Švédsku o poločase vystřídal Jonathana Woodgatea. Kvůli zdravotním potížím zůstal tento zápas jeho prozatím jediným startem v národním mužstvu. V roce 2005 se kvůli problémům s kolenem nemohl zúčastnit reprezentační tour po USA.